# 国際連合安全保障理事会決議221
国際連合安全保障理事会決議221（こくさいれんごうあんぜんほしょうりじかいけつぎ221、英: United Nations Security Council Resolution 221）は、1966年4月9日に国際連合安全保障理事会で採択された決議である。南ローデシアに関係する。
安保理は、石油禁輸への準備を含む過去の決議を想起した上で、石油タンカーJoanna Vがベイラに到着し、南ローデシアが石油供給を受けている可能性があるとして、重大な懸念を表した。
また、ポルトガルに対して、Companhia do Pipeline Moçambique Rodésias Pipelineを通して南ローデシアに石油を送らないように求め、すべての加盟国に対して、南ローデシアに向けて石油を輸送していると合理的に信じられている船舶の方向転換を確実に行うように要求した。
さらに、イギリス政府に対して、南ローデシアに向けて石油を輸送していると合理的に信じられている船舶がベイラに到着するのを、必要ならば実力行使してでも、阻止するように要求した。
賛成10、反対0、棄権5（ブルガリア、フランス、マリ、ソビエト連邦、ウルグアイ）で採択された。